# 함박중학교
함박중학교는 대한민국 인천광역시 연수구 청학동에 있는 공립 중학교이다.

## 학교 연혁
- 2002년 12월 23일 : 함박중학교 설립 인가
- 2003년 3월 1일 : 박우정 초대 교장 취임
- 2003년 3월 5일 : 개교(제1회 입학식 10학급 395명)
- 2006년 2월 16일 : 제1회 졸업식(364명 남 177명, 여 187명)
- 2010년 12월 1일 : 교과교실제 지정 운영
- 2019년 9월 1일 : 행복배움학교 지정 운영
- 2021년 9월 1일 : 김영호 제9대 교장 취임
- 2023년 3월 1일 : 다문화 연구학교 지정운영
- 2024년 1월 11일 : 2023학년도 졸업식(91명 (남 55명, 여 38명, 누계 4,040명))
- 2024년 3월 4일 : 2024학년도 입학식 (84명 (남 55명, 여 29명))

## 참고 자료
- 함박중학교 - 한국교육학술정보원 학교알리미